# Saint-Marcel-en-Murat
Saint-Marcel-en-Murat é uma comuna francesa na região administrativa de Auvérnia-Ródano-Alpes, no departamento Allier. Estende-se por uma área de 16,27 km². Em 2010 a comuna tinha 129 habitantes (densidade: 7,9 hab./km²).